# Дом купца Немеца (Кременчуг)
Дом купца Немеца — одно из немногих сохранившихся дореволюционных зданий Кременчуга (Полтавская область, Украина). Здание является памятником архитектуры города, в нём располагается кожно-венерологический диспансер.

## История
В 1878 году Кременчугский промышленник Исаак Гершкович Немец построил на Весёлой улице (ныне — улица 1905 года) паровую мельницу, со временем превратившуюся в крупнейшее в городе мукомольное товарищество «И. Немец и Сыновья». Здесь в начале XX века в числе первых в отрасли была построена шестиэтажная паровая мельница высокого помола, основанная на вертикальной технологии. Товарищество производило муки на 1,5 млн. рублей в год, в основном продукция отправлялась по Днепру в Витебскую губернию (ныне — Белоруссия). На мельнице работало около 100 человек. Позже на базе товарищества возникло «Южно-Русское мукомольного и лесопильного дела акционерное общество», в котором было занято более 200 рабочих. Помимо промышленности, Немецы также владели Екатерининским театром, который размещался на нынешней улице Гагарина.  
В 1901 году рядом с мельницей на улице Весёлой был построен особняк одного из сыновей, Б. Немеца, украшенный чугунным кружевом. Мимо особняка по улице Весёлой проходил третий маршрут Кременчугского трамвая, впоследствии отменённый в годы гражданской войны. В советские годы мельница Немеца была преобразована в государственную и включена в трест «Союзхлеб». По количеству рабочих, объёмам перерабатываемого зерна и производственной продукции мельница занимала первое место по Украине, перерабатывая ежесуточно 12 тыс. пудов пшеницы и 6 тыс. пудов ржи. После наводнения 1931 года, которое способствовало распространению туберкулёза, в отремонтированном доме Немеца был открыт детский ночной санаторий на 40 коек.  
Особняк уцелел во Второй мировой войне, когда была уничтожена большая часть городской застройки. В нём расположился кожно-венерологический диспансер. По состоянию на 2016 год, здание включено в список памятников архитектуры Кременчуга.